# Dunwoody
Dunwoody est une ville du comté de DeKalb, en Géorgie, aux États-Unis. Lors du recensement de 2012, sa population s’élevait à 47 224 habitants.

## Démographie
| 1980   | 1990   | 2000   | 2010   | - | - |
| ------ | ------ | ------ | ------ | - | - |
| 17 768 | 26 302 | 32 808 | 46 267 | - | - |

## Source
- (en) Cet article est partiellement ou en totalité issu de l’article de Wikipédia en anglais intitulé « Dunwoody, Georgia » (voir la liste des auteurs).